# ويليام تي إتش بروكس
ويليام تي إتش بروكس (بالإنجليزية: William T. H. Brooks)‏ هو ضابط أمريكي، ولد في 28 يناير 1821 في ليزبون في الولايات المتحدة، وتوفي في 19 يوليو 1870 في هنتسفيل في الولايات المتحدة.